# Joensuu Wolves 2018
Questa voce raccoglie le informazioni riguardanti gli Joensuu Wolves nelle competizioni ufficiali della stagione 2018.

## Naisten II-divisioona 2018

### Stagione regolare
| Joensuu 27 maggio 2018 1ª giornata | Joensuu Wolves | 14 – 32 | Rovaniemi Nordmen | Mehtimäki |

| Joensuu 27 maggio 2018 1ª giornata | Kouvola Indians | 0 – 30 | Joensuu Wolves | Mehtimäki |

| Tampere 17 giugno 2018 2ª giornata | Oulu Northern Lights | 34 – 6 | Joensuu Wolves | Pyynikin urheilukenttä |

| Tampere 17 giugno 2018 2ª giornata | Joensuu Wolves | 34 – 6 | Tampere Saints II | Pyynikin urheilukenttä |

| Oulu 22 luglio 2018 5ª giornata | Oulu Northern Lights | 40 – 0 | Joensuu Wolves | Castrenin urheilukeskus |

| Oulu 22 luglio 2018 5ª giornata | Joensuu Wolves | 8 – 30 | Rovaniemi Nordmen | Castrenin urheilukeskus |

## Statistiche di squadra
| Competizione      | %Vittorie | In casa | In casa | In casa | In casa | In casa | In casa | In trasferta | In trasferta | In trasferta | In trasferta | In trasferta | In trasferta | Totale | Totale | Totale | Totale | Totale | Totale |
| Competizione      | %Vittorie | G       | V       | N       | P       | Pf      | Ps      | G            | V            | N            | P            | Pf           | Ps           | G      | V      | N      | P      | Pf     | Ps     |
| ----------------- | --------- | ------- | ------- | ------- | ------- | ------- | ------- | ------------ | ------------ | ------------ | ------------ | ------------ | ------------ | ------ | ------ | ------ | ------ | ------ | ------ |
| Stagione regolare | .333      | 3       | 1       | 0       | 2       | 56      | 68      | 3            | 1            | 0            | 2            | 36           | 74           | 6      | 2      | 0      | 4      | 92     | 142    |
| Totale            | .333      | 3       | 1       | 0       | 2       | 56      | 68      | 3            | 1            | 0            | 2            | 36           | 74           | 6      | 2      | 0      | 4      | 92     | 142    |